# Germano di Normandia
Germano di Normandia, detto Germano lo Scoto o Germano del mare (Cornovaglia, 420 circa – Saint-Germain-sur-Bresle, 480), è stato un vescovo di origini irlandesi o scozzesi che ha svolto un ruolo importante nella conversione al cristianesimo del Nord-Cotentin: per la sua opera di evangelizzazione e di lotta contro il pelagianesimo è venerato come santo dalla Chiesa cattolica.

## Biografia
Germano era nato in Cornovaglia, nel 420. Suo padre si chiamava Odino (latinizzato poi in Audinius), sua madre, di origine scozzese o irlandese, Aquila. Audinius faceva parte di franchi legionari che si erano stabiliti in Gran Bretagna, al confine con gli scozzesi e i Pitti.
Il vescovo Germano di Auxerre e Lupo di Troyes, di ritorno dalla loro lotta vittoriosa contro il paganesimo in Scozia, fecero la conoscenza della famiglia di Audinius. Secondo la leggenda, Germano di Auxerre battezzò il figlio di Audinius e gli diede il suo nome, in seguito Germano divenne sacerdote all'età di 25 anni e decise di andare in Gallia per riunirsi al vescovo di Auxerre e per convertire i pagani.
Ha attraversato il mare nel 450 ed è approdato sulla costa del Cotentin, secondo la tradizione portato dalla ruota di un carro, da cui deriva un'altra sua denominazione popolare, Saint Germain de la rouelle. Ha poi iniziato nell'opera di evangelizzazione che si è conclusa con la vittoria contro un serpente. La leggenda narra che gli abitanti del Cotentin dovevano consegnare dei neonati come offerta sacrificale a un serpente. Dopo una battaglia epica, Germano sconfisse il serpente e una chiesa in rovina oggi commemora questo evento leggendario.
Ha continuato il viaggio fino a Treviri, dove ha incontrato l'arcivescovo di Colonia, Severo, che lo consacrò vescovo e lo mandò ad evangelizzare la Frisia.
Poi si sarebbe recato a Roma e in giro per l'Italia, poi ancora in Gallia, in Spagna, in Galles e infine tornò in Normandia. Mentre predicava vicino a Rouen sulle rive del Bresle, Germano fu ucciso da uno dei capi locali, Hubalt, verso il 480: morì martire, decapitato.

## Culto
I suoi resti furono trasportati nell'882 durante un'incursione normanna da Saint-Germain-sur-Bresle al castello di Ribemont, dove poi fu costruita una cappella per accogliere i suoi resti. Dal 1659 il corpo fu traslato a Saint-Germain d'Amiens.
Diverse parrocchie del Cotentin hanno come patrono san Germano.